# Даррен Бойко
Даррен Бойко (англ. Darren Boyko, нар. 16 січня 1964, Вінніпег) — канадський хокеїст, що грав на позиції центрального нападника.

## Ігрова кар'єра
Професійну хокейну кар'єру розпочав 1985 року.
Протягом професійної клубної ігрової кар'єри, що тривала 13 років, захищав кольори команд  «Вінніпег Джетс»,   «Монктон Гокс», ГІФК, «Вестра Фрелунда» та «Берлін Кепіталс».

## Нагороди та досягнення
- На юніорському рівні обирався до команд всіх зірок.
- У 1997, обраний до Зали слави хокею Фінляндії під 180-м номером.